# Dalekoje
Dalekoje är en sjö i Antarktis. Den ligger i Östantarktis. Australien gör anspråk på området. Dalekoje ligger 169 meter över havet.